# Pablo Gutiérrez
Pablo Gutiérrez (Huelva, 1978) es un escritor español.

Se licenció en periodismo en Sevilla, a lo que se dedicó durante algún tiempo. Trabaja como profesor de literatura de enseñanza secundaria y bachillerato en el IES Juan Sebastián Elcano de Sanlúcar de Barrameda (Cádiz). Escritor influido por la cultura popular y la televisión, la crítica ha destacado su lirismo relacionando su estilo con el de otros escritores de su generación, como Lara Moreno, y con otros autores anteriores, como Francisco Umbral o Montero Glez.

## Premios y distinciones
- XXIX Premio Edebé de Literatura Juvenil, con la obra 'El síndrome de Bergerac'.[3]
- Elegido por la revista británica Granta como uno de los 22 mejores escritores jóvenes en español[4]
- * Finalista del II Premio de narrativa breve Ribera del Duero, 2011, por el libro de relatos Ensimismada Correspondencia

- Premio Ojo Crítico, concedido por Radio Nacional de España (2010)
- Premio Tormenta (2008), al mejor autor novel[4]
- Finalista del Premio Miguel Romero Esteo de Teatro (2001), por Carne de cerdo

## Obras
Narrativa
- Rosas, restos de alas y otros relatos (2008, La Fábrica).
- Nada es crucial (2010, Lengua de Trapo).
- Ensimismada correspondencia (2012, Lengua de Trapo).
- Democracia (2012, Seix Barral).
- Los libros repentinos (2015, Seix Barral)
- Cabezas cortadas (2018, Seix Barral)
- El síndrome de Bergerac (2020, Edebé)
- La tercera clase (2023, La navaja suiza)

Teatro
- Carne de cerdo (2001, Junta de Andalucía)